# 군함기
군함기(軍艦旗, 영어: naval ensign, war ensign)는 해군함에 계양되며, 국가를 상징하는 기이다. 군함기는 선수기(船首旗, 영어: Jack)와는 다르다. 나라마다 상선기나 관선기와 디자인이 같기도, 다르기도 하다. 
대부분의 나라는 한 종류의 국기와 각 사용처에 따라 세 개의 해상기(상선기, 관선기, 군함기)를 가지고 있다. 예를 들어 영국의 경우에는 지상에서는 한 개의 기(유니언 잭)를 사용하고, 해상기로는 각각 색이 다른 세 개의 기를 사용하고 있다. 특이하게 북유럽 국가의 군함기는 끝이 갈라져있는 모양을 하고 있다.

## 군함기 목록

가나
가이아나
나미비아
나이지리아
남아프리카 공화국
노르웨이
뉴질랜드
대한민국
덴마크
독일
라트비아
러시아
리비아
리투아니아
말레이시아
모로코
몬테네그로
미국
미얀마
바베이도스
방글라데시
베네수엘라
벨기에
볼리비아
불가리아
브라질
브루나이
사우디아라비아
세르비아
스리랑카
스웨덴  (1905년 이전 국기이기도 했다)
시에라리온
싱가포르
알바니아
알제리
에스토니아
에콰도르
영국
오만
오스트레일리아
온두라스
요르단
우크라이나
이스라엘
이집트
이탈리아
자메이카
조지아
중화인민공화국
카자흐스탄
케냐
콜롬비아
크로아티아
태국
통가
파키스탄
파푸아뉴기니
페루
포르투갈
폴란드
프랑스
피지
필리핀
핀란드
헝가리

## 옛 군함기 목록

그리스 왕국(1863~1970)
남아프리카 공화국(1994년 이전)
대한제국(1907년 이전)
덴마크-노르웨이
독일 제국(1903~1918)
바이마르 공화국(1921~1933)
나치 독일(1938~1945)
동독
러시아 제국(1712~1917)
소비에트 연방(1924~1935)
소비에트 연방(1935~1991)
루마니아 왕국(1921~1947)
불가리아 왕국(1879~1944)
스웨덴-노르웨이(1844~1905)
스코틀랜드 왕국
스페인(1785년 이전)
스페인(1785~1931)
실론(1972년 이전)
오스트리아-헝가리(1915년 이전)
오스만 제국(1844~1922)
이란(1964~1979)
이탈리아 왕국(1848~1946)
일본 제국(1889~1947)
청나라(1890~1912)
만주국
중화민국
캐나다(1965년 이전)
페루(1825~1950)
폴란드(1945~1993)
포르투갈 왕국(1830~1910)
프랑스(1638~1790)
프랑스 제1공화국(1790~1794)
프랑스 제1제국(1794~1815)
프랑스(1815~1830)
자유 프랑스(1940~1944)

## 같이 보기
- 선수기 (船首旗, Jack)
- 군기 (軍旗, War Flag)